# Прядкін Леонід Федорович
Прядкін Леонід Федорович  (1906—1986) — радянський кінооператор. Лауреат Премії імені М. В. Ломоносова АН СРСР (1967), Державної премії СРСР (1972). Заслужений діяч мистецтв УРСР (1986). Нагороджений орденом Трудового Червоного Прапора, Почесною Грамотою Президії Верховної Ради УРСР, медалями.

## Біографія
Народився 1906 р. у Краматорську в родині службовця. Закінчив операторський факультет Київського кіноінституту (1935). 
Учасник Другої Світової війни. 
Працював асистентом оператора і оператором Київської кінофабрики (1935—1940), «Київтехфільму» (1940—1941). 
З 1945 р. — оператор «Київнаукфільму».
Викладав в КДІТМ ім І. К. Карпенка-Карого.
Був членом Спілки кінематографістів України.
Помер 27 грудня 1986 р. в Києві. 

## Фільмографія
Зняв стрічки:
- «Стахановські рейси» (1939)
- «Тема 214» (1940)
- «Виноградарство» (1946)
- «Техніка безпеки на судах річкового флоту» (1948)
- «Академік Передерій», «Хліб на пісках» (1949)
- «Суха штукатурка» (1950)
- «Українська РСР», «Полісся», «Карпати і Прикарпаття» (1951)
- «Виробництво листового скла» (1952),
- «Основи технології машинобудування» (1953)
- «Кукурудзозбиральний комбайн КУ-2» (1954)
- «Академік Іванов» (1955),
- «За високий врожай тютюну» (1956)
- «Фарфор» (1957)
- «Спортивна гімнастика» (1958)
- «Люди великої мрії», «Нехай усі знають» (1959)
- «Про це сперечаються у світі» (1960)
- «Автоматизація прокатних станів» (1961, Срібна медаль Міжнародного кінофестивалю, Будапешт)
- «Марко Кропивницький» (1962)
- «Золоті зерна» (1963)
- «Загадковий 102-й» (1964)
- «Підірваний світанок» (1965, Диплом зонального огляду, Ленінград, 1966)
- «Релігія і XX століття» (1966)
- «Мова тварин» (1965. Премія ім. М. В. Ломоносова І ст., 1967; І премія Всесоюзного кінофестивалю, Ленінград, 1968; Призи «Золота статуетка» і «Золотий дельфін» Міжнародного кінофестивалю в Ірані; Приз «Срібний кубок» фестивалю в Камбоджі; Приз «Золотий голуб» XII Міжнародного кінофестивалю, Лейпциг; Золота медаль Міжнародного кінофестивалю, Будапешт; Почесні дипломи МАНК і Міжнародного кінофестивалю, Белград)
- «Сім кроків за обрій» (1968)
- «Чи думають тварини?» (1970, Державна премія СРСР, 1972; Почесний диплом МАНК)
- «Я та інші» (1971)
- «Доміно» (1973)
- «Технологія зберігання фруктів» (1975)
- «Пригоди капітана Врунгеля» (1976—1977, мультфільм; у співавт. з Володимиром Белорусовим) та ін.